# Bassania amethystata
Bassania amethystata är en fjärilsart som beskrevs av Walker 1860. Bassania amethystata ingår i släktet Bassania och familjen mätare. Inga underarter finns listade i Catalogue of Life.